# Acontia candefacta
Acontia candefacta is een vlinder uit de familie uilen (Noctuidae). De wetenschappelijke naam is voor het eerst geldig gepubliceerd in 1831 door Jacob Hübner.
De soort komt voor in Europa.